# سليم بوعزيز
سليم بوعزيز (16 أبريل 1950-) هو أستاذ كبير للشطرنج تونسي (1993). من أواخر ستينيات القرن الماضي إلى أوائل الألفية الثانية، كان سليم أبرز لاعبي الشطرنج الأفارقة. فاز مرتين في بطولة العرب للشطرنج (1986، 1991).

## مسيرته المهنية
سليم بوعزيز هو لاعب الشطرنج الأفريقي الوحيد الذي شارك في 5 بطولات دولية ضمن بطولة العالم للشطرنج:
- في عام 1967 في سوسة احتلت المركز 22.[3]
- في عام 1979 في ريغا احتل المركز الخامس عشر.[4]
- في عام 1982 في لاس بالماس احتل المركز الثاني عشر.[5]
- في عام 1985 في تونس انسحب بعد ست جولات، بعد أن تعادل في مباراة واحدة فقط وخسر الباقي.[6]
- في عام 1987 احتل المركز السابع عشر في سيراك.[7]

في عام 1999، شارك في بطولة العالم للشطرنج التي أقيمت في لاس فيغاس ستريب، حيث خسر في الجولة الأولى أمام فاسيليوس كوترونياس. كما شارك في العديد من بطولات الشطرنج الدولية حيث فاز أو تقاسم المركز الأول في بلغراد (1977) وبوخارست (1992).
مثّل سليم بوعزيز المنتخب التونسي في أهم بطولات الشطرنج الجماعية:
- شارك في أولمبياد الشطرنج 16 مرة (1966-1970، 1974، 1978-1986، 1990-1996، 2000، 2004-2006).[9]
- شارك في بطولة العالم للشطرنج للفرق عام 1989.[10]
- شارك في بطولة العالم للشطرنج للطلاب 3 مرات (1963، 1965-1966).[11]

حصل بوعزيز على لقب أستاذ دولي من الاتحاد الدولي للشطرنج عام 1975، وأصبح أستاذًا كبيرًا عام 1993. كان أول لاعب شطرنج أفريقي يحصل على لقب أستاذ كبير. وفي عام 2014، أصبح بوعزيز أيضًا منظمًا دوليًا في الاتحاد الدولي للشطرنج.

## روابط خارجية
- سليم بوعزيز على موقع الاتحاد الدولي للشطرنج (الإنجليزية)
- سليم بوعزيز على موقع مباريات الشطرنج (الإنجليزية)
- سليم بوعزيز على موقع 365Chess.com (الإنجليزية)
- سليم بوعزيز على موقع Chesstempo.com (الإنجليزية)
- سليم بوعزيز سجل أولمبياد الشطرنج على موقع OlimpBase.org (الإنجليزية)